# Past (Star Trek: Nová generace)
Past (v anglickém originále Booby Trap) je v pořadí šestá epizoda třetí sezóny seriálu Star Trek: Nová generace. V této epizodě objeví hvězdná loď USS Enterprise D stovky let starý mimozemský křižník a chytí se do stejné vesmírné pasti, jako on. Tato past je pozůstatkem dávné války.

## Příběh
USS Enterprise D zkoumá pole asteroidů v místě, kde se odehrála závěrečná bitva mezi Promelliany a Menthary, když tu náhle zachytí tísňové volání z promellanského křižníku. Kapitán Picard chce situaci prošetřit. Naleznou neporušený křižník, jak se neovládaný volně vznáší v prostoru. Kapitán je dychtivý být při průzkumu této lodi přítomen, a tak se rozhodne stát součástí výsadku, který loď prozkoumá. Naleznou dávno mrtvé členy původní posádky, a také nahrávku, kde jejich kapitán referuje, jak byla loď chycena do mentharské pasti. Poté se výsadek vrátí na Enterprise a chtějí odletět, když tu náhle tato federační loď utrpí sérii ztrát energie, které jí brání použít impulzní i warpový pohon. Zároveň je bombardována radiací, proti které nemohou jejich štíty poskytnout odpovídající ochranu. Picard uloží Geordimu, aby našel způsob, jak obnovit lodní energii, zatímco se druhý výsadek pokouší najít na promellianském křižníku další informace. Zjistí, že Mentharané zde umístili asimilátory, které absorbují energii nepřátelské lodi a pak ji na ní vrhnou zpět v podobě nebezpečné radiace.
Geordi si uvědomí, že jediný způsob, jak lodní energii obnovit, je překonfigurovat warp pohon. Za tímto účelem se začne zajímat o konstrukční plány Enterprise vytvořené vytvořené doktorkou Leah Brahmsovou. Použije simulátor a vytvoří holografickou podobu doktorky, aby mu pomohla s rekonfigurací. Řekne počítači, aby jí udělil také osobnost a pomalu k ní začne cítit něco více. Přes pomoc simulátoru není Geordi schopen najít způsob, jak bezpečně dostat Enterprise pryč. A když Picard přikáže, aby byly všechny nedůležité systémy včetně simulátorů vypnuty kvůli úspoře energie, Geordi jej přesvědčí, aby mu umožnil v práci pokračovat. Po obnovení napájení simulátoru nalezne společně s doktorkou Brahmsovou alternativní řešení problému – snížit energetický výkon Enterprise na naprosté minimum a dostat se pryč z pasti pouze za pomoci manuálního ovládání manévrovacích trysek. Kapitán se sám posadí ke kormidlu, bravurně provede celou operaci a úspěšně vyvede Enterprise ven. Jakmile je veškerá energie lodi opět obnovena, zničí celou past i s promellianským křižníkem fotonovými torpédy, aby už nemohla nikoho dalšího přivést do nebezpečí.

## Návaznost
- Později navštíví USS Enterprise D skutečná Leah Brahmsová a v epizodě „Dítě Galaxie“ spolupracuje s Geordim za podobné situace.
- Guinan poznamená, že ji přitahují plešatí muži, protože jí jeden kdysi pomohl. V dávné minulosti Země ji pomohl kapitán Picard, ještě než se stala členkou posádky Enterprise. S největší pravděpodobností se jedná události epizody „Šíp času.“